# الساحل البربري

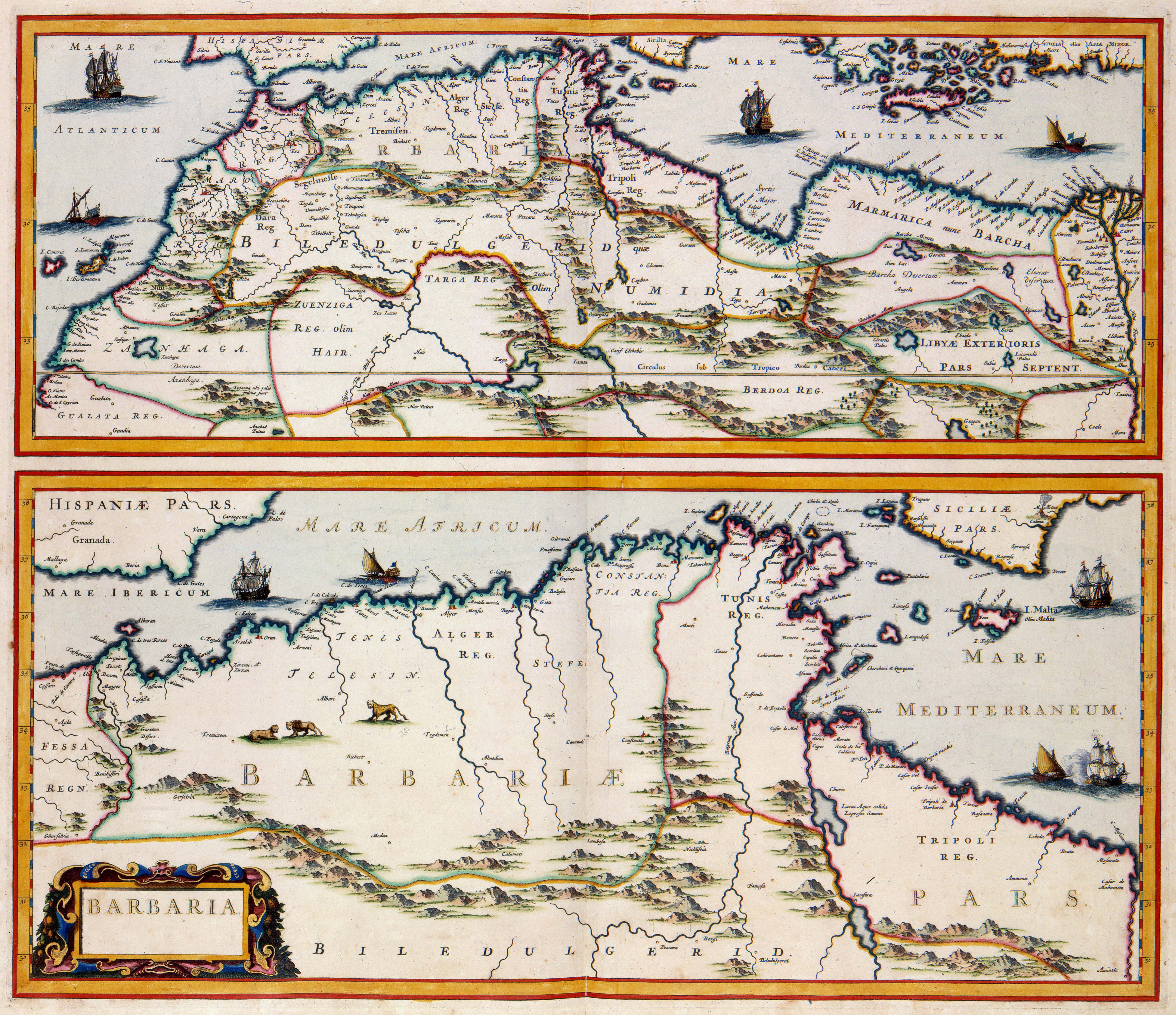
الساحل البربري وإيالة الجزائر وحدودها مع إيالة تونس والإمبراطورية الشريفة سنة 1588م

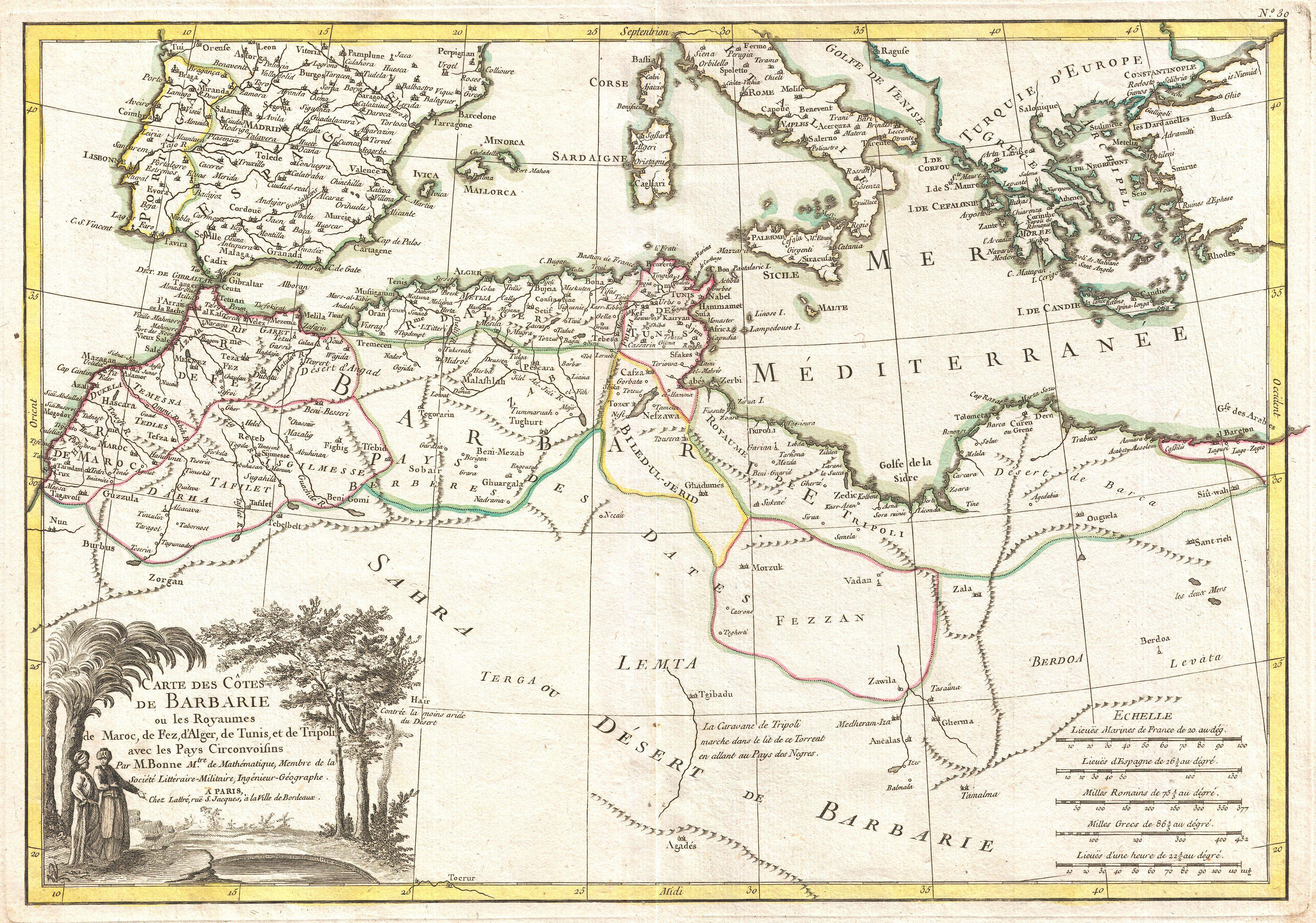
خريطة رسمت سنة 1771 لـ الساحل البربري و كل بلاد البربر

الساحل البربري او الساحل الامازيغي كان مصطلحا مستخدما من قبل الأوروبيين من القرن السادس عشر إلى القرن التاسع عشر للإشارة إلى المناطق الساحلية الوسطى والغربية من شمال أفريقيا والتي هي حاليا المملكة المغربية، الجزائر، تونس وليبيا حيث تم اشتقاق الاسم من البربر في شمالي أفريقيا. كما أن الاسم اقترن لدى الأوروبيين حسب ماقيل «بتجارة العبيد بين أوروبا وجنوبي الصحراء وأعمال القرصنة في البحر المتوسط وشمالي الأطلسي».

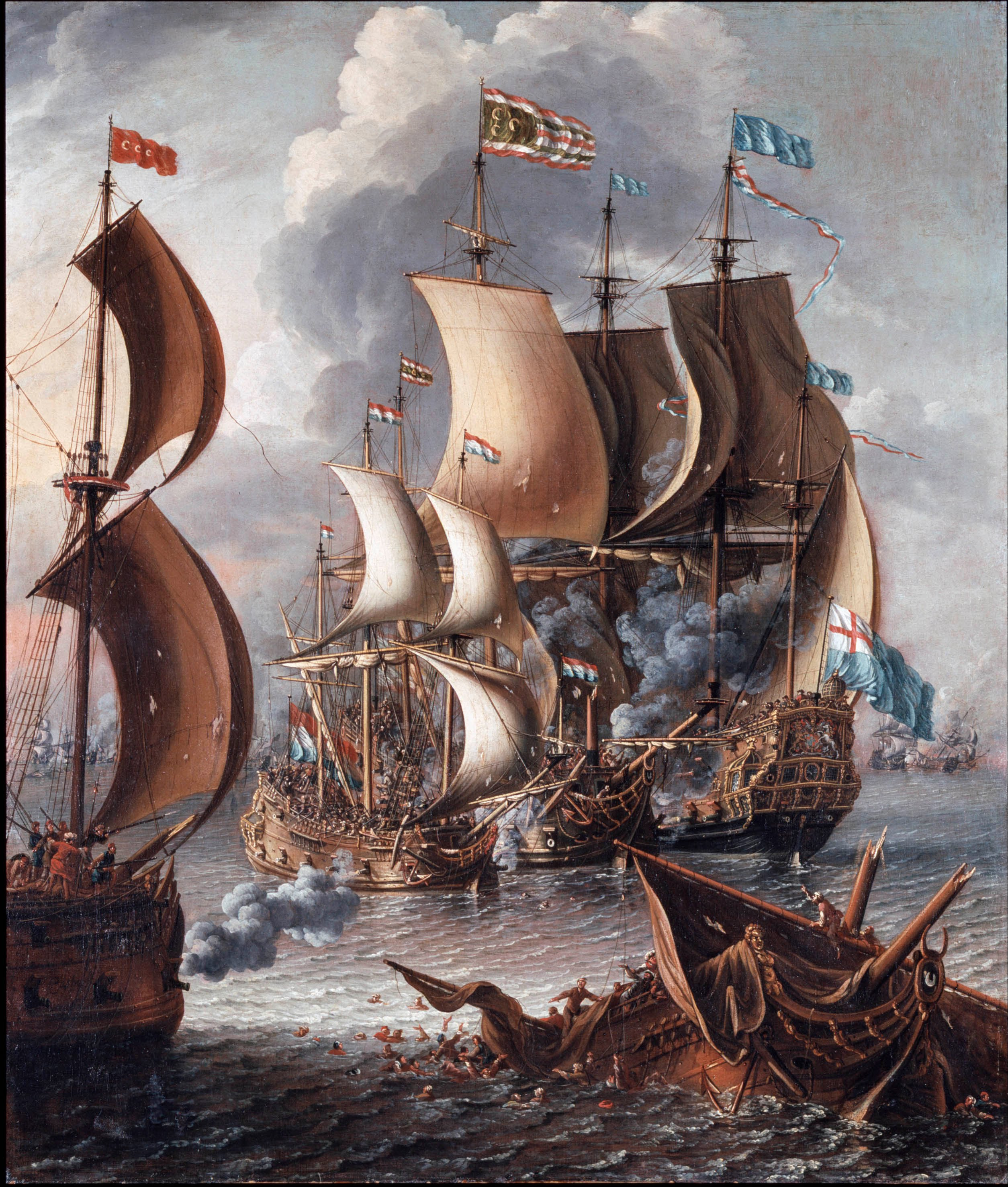
جانب من معركة بحرية بين أسطول قراصنة الساحل البربري و الأسطول الإنجليزي-الهولندي

ولم تكن الكيانات الأمازيغية كيانات سياسية موحدة دوما، فقد كانت مقسمة إلى أنظمة تقليدية للحكم في كل من المغرب والمناطق والولايات عثمانية التابعة للعثمانيين ولاية الجزائر وولاية تونس وطرابلس، ففي مدينة الجزائر كان الداي، وفي مدينة تونس كان الباي وطرابلس كان الباشا، وجميعهم كانو أتراك يحكمو باسم سلطان عثماني ويتم تعينهم من طرف باب عالي. أما دولة المغرب الأقصى كان يحكمها سلاطين ولم تكن أبدا تحت السيادة الفعلية ولا الاسمية للأتراك العثمانيين، وبقيت مستقلة عنهم وتراوحت علاقاتها بالأتراك بين الودية والندية والحرب.

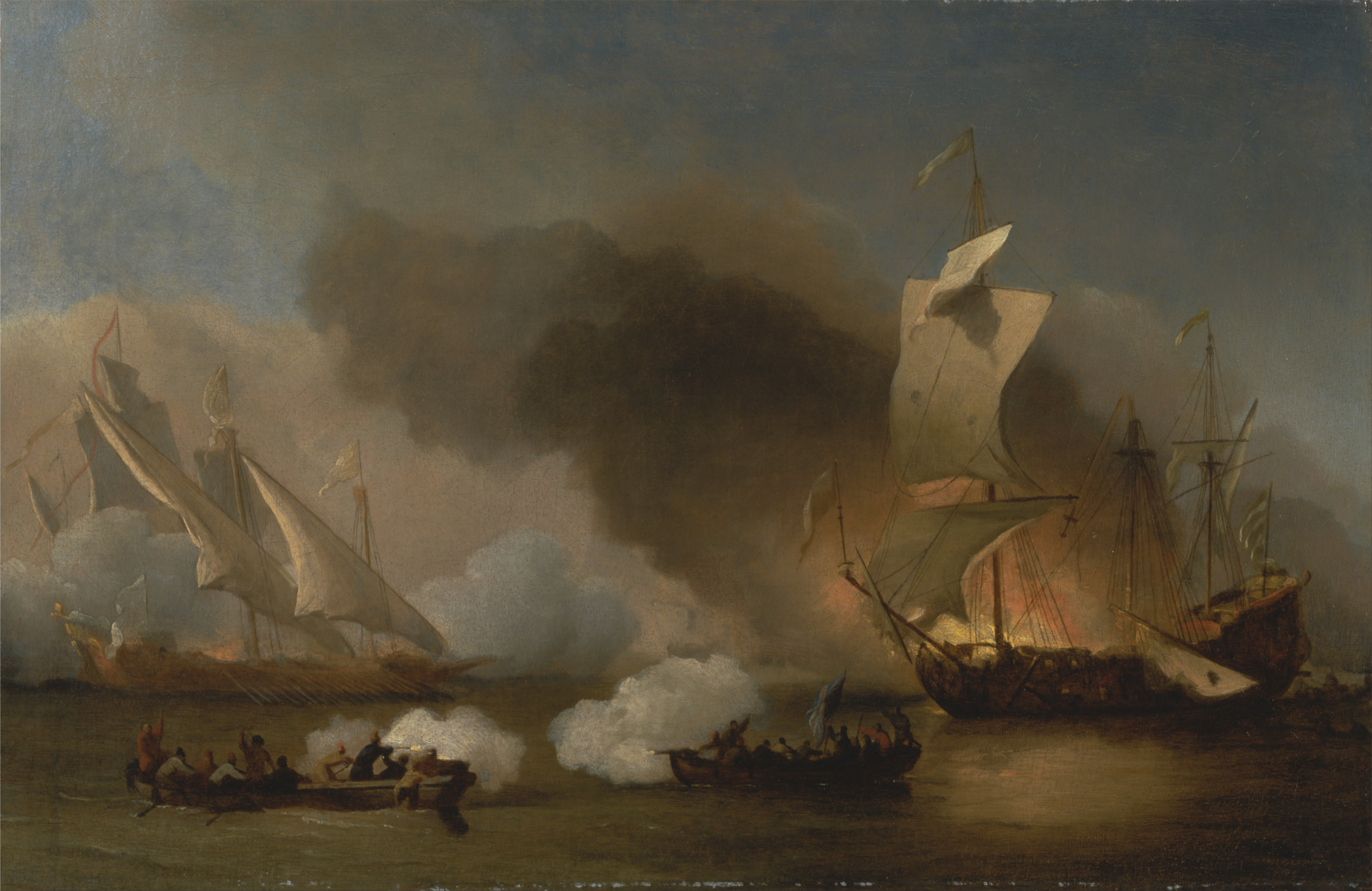
جانب من معركة بحرية بين الأسطول الإنجليزي و الأسطول البربري

قبل أن يتم تقسيم المنطقة بين إفريقية والمغرب حكمت سلالات أمازيغية مثل الموحدون ولفترة وجيزة الحفصيون، ومن وجهة نظر أوروبية كانت «عاصمة المنطقة» أو المدينة الرئيسية مدينة طرابلس في ليبيا الحالية كما اعتبرت مدينة مراكش في المغرب أكبر وأهم مدينة أمازيغية في ذلك الوقت كما اعتبرت مدن الجزائر وطنجة في المغرب «كعواصم» في بعض الأوقات.
كان أول قتال للولايات المتحدة من قبل قوات مشاة البحرية الأمريكية وبحرية الولايات المتحدة هي معركة درنة التابعة لطرابلس (ليبيا الحالية) في العام 1805، وكان هدفها حسب الرؤية الأمريكية تدمير أعمال القرصنة التي استهدفت المراكب الأمريكية وتحرير العبيد الأمريكين من الأسر.
ويشير نشيد قوات مشاة البحرية الأمريكية في افتتاحيته إلى ذلك الحدث حيث يقول (من «تلال» مونتيزوما إلى شواطئ طرابلس..).

## تاريخ

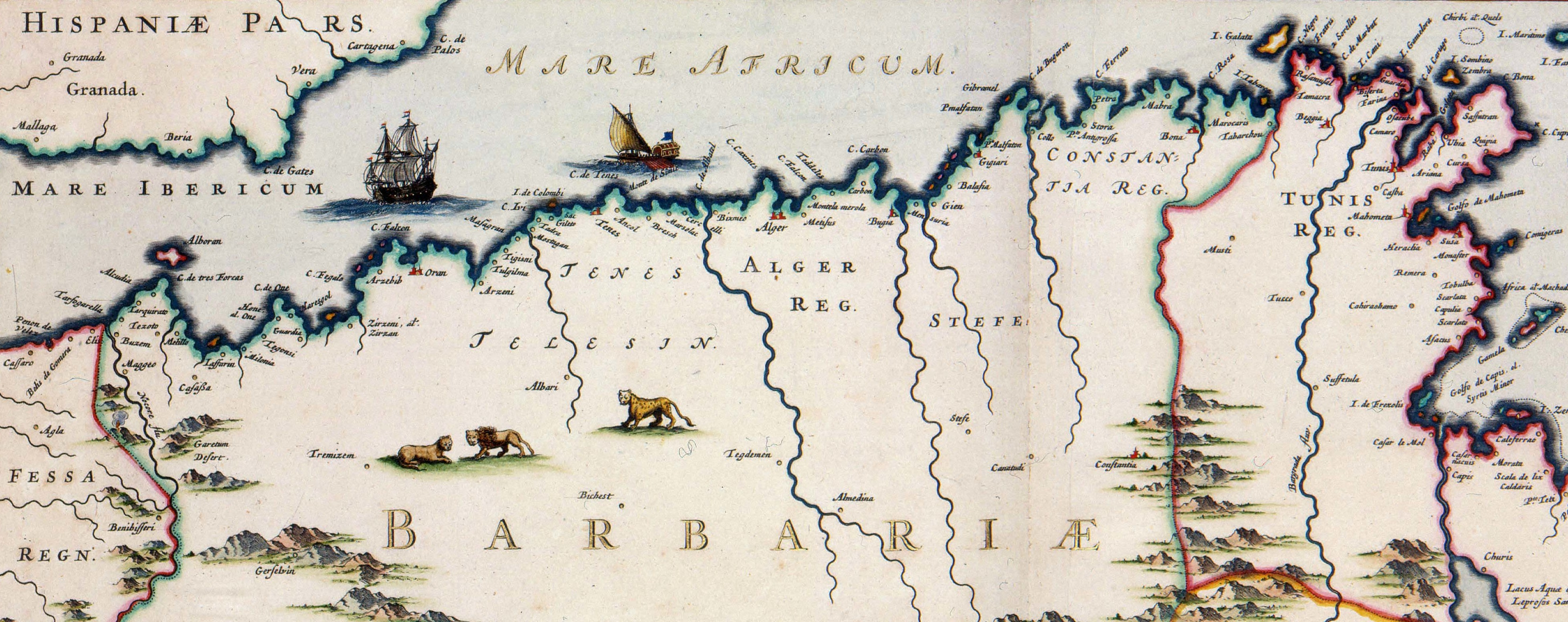
الساحل البربري وإيالة الجزائر وحدودها مع إيالة تونس والإمبراطورية الشريفة

كانت أول عملية عسكرية للولايات المتحدة في الخارج، قامت بها قوات مشاة البحرية والبحرية الأمريكية، معركة درنة بطرابلس الغرب، (وهي بلدة ساحلية في شرق ليبيا الحديثة) في أبريل 1805. وشكلت جزءا من محاولة لتدمير كل من القراصنة البربرية، [محل شك]، ووضع حد لأعمال القرصنة بين هذه القبائل المتحاربة من جانب الدول البربرية، التي كانت هي نفسها الدول الأعضاء في الإمبراطورية العثمانية. الخط الافتتاحي لترنيمة المارينز يشير إلى هذا الإجراء: «من قاعات مونتيزوما إلى شواطئ طرابلس...». وهذه هي المرة الأولى التي يشارك فيها سلاح البحرية الأمريكي في عمليات هجومية خارج الولايات المتحدة.

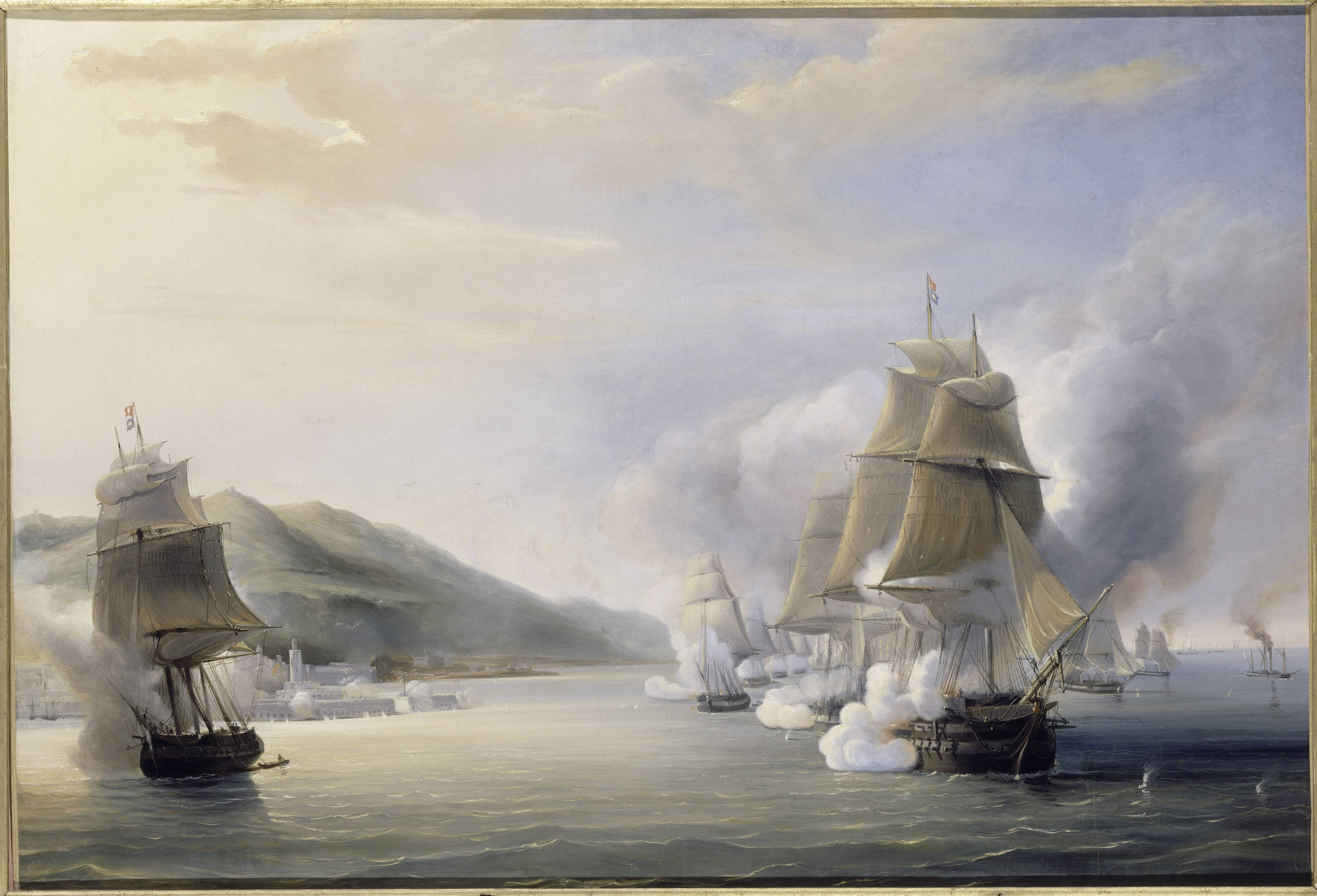
قصف مدينة الجزائر للحد من أعمال القرصنة